# 腱鞘囊腫
腱鞘囊腫（ganglion cyst）是发生在腱鞘或关节囊附近内含黏液的囊肿，囊肿壁主要由致密结缔组织组成。以往将腱鞘囊肿与滑膜囊肿视为同一疾病，但现在因组织学与治疗方式的不同已将两者区分，前者由结缔组织的黏液样变性造成，而后者则由滑膜的疝出造成。此外，英语命名 ganglion 亦为一历史误称。
腱鞘囊肿最容易发生于手腕背侧，其次是手腕掌侧。腱鞘囊肿一般会持续一月以上。一般来说，腱鞘囊肿发生后不会有其它症状，但可能偶尔伴有疼痛或麻木。腕隧道症候群是腱鞘囊肿的并发症之一。腱鞘囊腫的病因目前尚未阐明，健身可能是诱因之一。一般来说，使用光照射囊肿区域即可进行诊断。使用医学影像学的手段能排除其它相似似疾病的可能性。
针对腱鞘囊腫的治疗方法包括随访观察、夹板固定受影响关节、针吸取，或外科手术。在超过半数的病例中，腱鞘囊腫会自愈。根据统计，每年一万人中大约有3人会得手腕或手掌的腱鞘囊肿。腱鞘囊腫多发于青年女性和中年女性。尝试用书本打击患处进行治疗并不是一个明智的选择。